# Grange cistercienne de Fontcalvy
Fontcalvy  est la mieux conservée des 24 granges cisterciennes rattachées à l'abbaye de Fontfroide. Elle est située sur la commune d'Ouveillan, sur la départementale 13, à 15 km de Narbonne.

## Étymologie
Le nom "Fontcalvy" pourrait être issue d’une étymologie occitane, à partir de « Font » pour « fontaine » et possiblement « chauve » pour « calve ». Le latin "fons" confirme la racine du mot "fontaine"; en revanche, selon que l'on retient "calvus, a, um" ("chauve" ou 'lisse") ou bien "calvor, i" (abuser, tromper, être trompé) ou encore "Calvus, i" (surnom donné aux Licinius, en particulier le poète et orateur romain Licinius Calvus, ami de Catulle), son nom évoque une histoire différente, autour de cette fontaine.

## Description
L'édifice est de plan carré à un étage. Le rez-de-chaussée est constitué, à l'origine, d'une seule et vaste salle divisée plus tard  par des murs séparatifs dont l'un d'eux subsiste encore. Cette salle, divisée à l'origine en deux niveaux, couverte de quatre voûtes sur croisées d'ogives séparées entre elles par des arcs doubleaux prennant appui au centre sur un imposant pilier fasciculé. L'entrée, placée à l'est à la base d'une tour de section carrée constitue une sorte de sas entre deux portes en plein cintre. 
Une trappe munie de marches et ménagée dans la voûte au revers de la façade est, semble avoir été l'accès primitif à l'étage, assuré ensuite par une rampe extérieure adossée à la façade est. L'édifice était couvert d'un toit à deux versants. Au devant de la façade est et dans sa partie supérieure, deux arcs appareillés prennent appui sur les contreforts d'angles et la tour centrale. Quatre contreforts d'angle étaient aménagés en guettes. Leur partie supérieure correspond à une logette à laquelle on accède depuis l'étage par un étroit passage.

## Histoire
En 1093, les religieux installés en forêt de Fontfroide depuis 1093 se lancent vers 1140 dans des achats très importants de terres et mettent en place le système des granges cultivées par des frères convers sous l'autorité d'un « magister grangial ». A la fin du XIIIe siècle, l'existence d'au moins 24 granges est attestée pour l'abbaye de Fontfroide, dont celle de Fontcalvy. Construite entre 1297 et 1320 la grange servait de bergerie au rez-de-chaussée, et de lieu de stockage des denrées sensibles à l'humidité dans sa partie haute. Fontcalvy est une forteresse de 20 sur 70 mètres. Sa cour est entourée de murs percés de meurtrières. Les frères convers parcouraient tous les dimanches les 20 km qui les séparent de Fontfroide (la maison mère) pour assister à la messe.
La grange a échappé à la destruction au cours de la Seconde Guerre mondiale, grâce à l'abbé Sigal et l'architecte Nodet. En 1943, la zone libre était occupée et les troupes allemandes, chargées de mettre en défense le littoral audois contre un éventuel débarquement des Alliés en Méditerranée, avaient décidé de récupérer les pierres de la grange pour construire leurs défenses.

## Classement

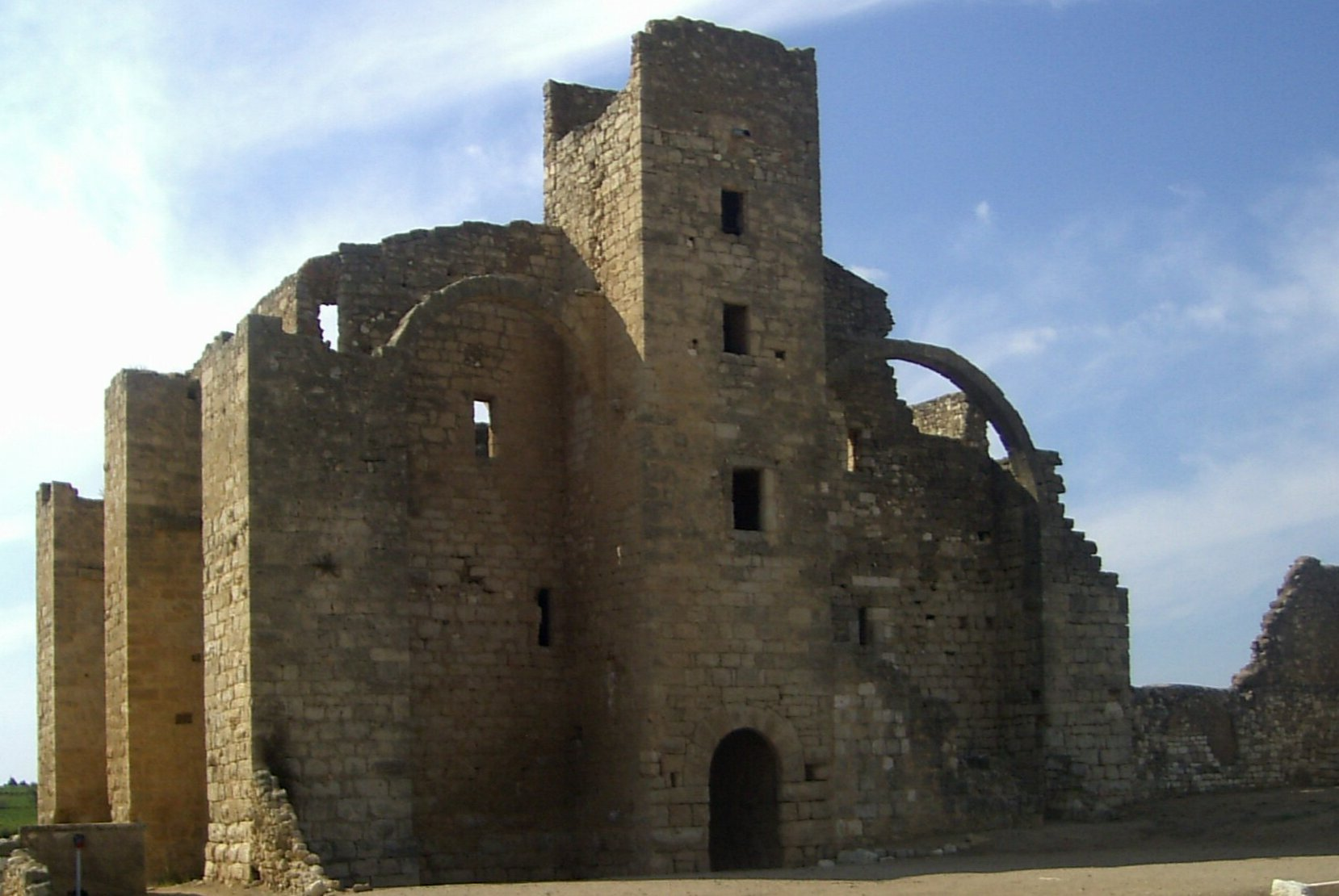
Façade Est.

D'abord inscrite sur l’inventaire supplémentaire des monuments historiques par arrêtés du 1er juillet 1946 et du 14 avril 1951[réf. souhaitée], Fontcalvy est classée au titre des monuments historiques depuis le 9 décembre 1983.

## Activités culturelles
Chaque été est organisé le Festival de Fontcalvy.